# Vierteenrenmuis
De vierteenrenmuis (Allactaga tetradactyla) is een zoogdier uit de familie van de jerboa's (Dipodidae). De wetenschappelijke naam van de soort werd voor het eerst geldig gepubliceerd door Lichtenstein in 1823.

## Kenmerken
Elke achterpoot bevat een extra teen, al blijft die veel kleiner dan de drie functionele tenen. Het is een typische renmuis met enorme springpoten, lange konijnenoren en een lange staart voor het evenwicht. Aan het einde van de staart bevindt zich een zwart-witte eindkwast. De rug is zwart en oranje gespikkeld, het achterste deel is oranje, de flanken zijn grijs en de buik is wit. De lichaamslengte bedraagt 10 tot 12 cm, de staartlengte 15,5 tot 18 cm en het gewicht 50 tot 55 gram.

## Leefwijze
De dieren wagen zich alleen ’s nachts buiten om voedsel te zoeken, dat bestaat uit gras, bladen en zachte zaden.

## Verspreiding
Deze solitaire soort komt voor in woestijnachtige gebieden van Noord-Afrika, met name in Egypte, oostelijk Libië, van Alexandrië naar de Golf van Syrte.